# Болгарский народный банк
Болгарский народный банк (болг. Българска народна банка) — центральный банк Болгарии.

## История
Банк был учреждён 25 января 1879 года. 4 апреля 1879 был назначен первый управляющий банком, а 23 мая 1879 года банк был официально открыт. Первая банковская операция была проведена 6 июня 1879. Вначале банк функционировал как кредитное автономное учреждение. В 1885 году, в соответствии с Законом о Болгарском народном банке, банк был наделён эмиссионным правом — банку было предоставлено исключительное право выпуска банкнот, размениваемых на золото. Выпуск банкнот начат в том же году. В 1891 году банк получил право выпуска банкнот, размениваемых на серебро. Фактически это право было реализовано только в 1899 году.
В 1952 году начал работу монетный двор.
В 1998 году открыта Типография Болгарского народного банка, печатающая болгарские банкноты. Ранее банкноты печатались в России, Германии, Великобритании, США, СССР и Государственной типографии в Софии.